# Nagy Jenő (gyógyszerész)
Nagy Jenő (Nagyszeben, 1891. december 15. – Marosvásárhely, 1980. május 8.) erdélyi magyar gyógyszerész, gyógyszerészeti szakíró.

## Életútja
Középiskoláit szülővárosában végezte; a kolozsvári Ferenc József Tudományegyetemen szerzett gyógyszerészeti oklevelet (1914). Az I. világháború után 1920-ban Marosvásárhelyen magánpatikát nyitott Szent György gyógyszertár néven. Az 1920-as évektől kezdve a Romániai Általános Gyógyszerész Egyesület erdélyi és bánsági kerületében a Maros-Torda, Kis-Küküllő, Csík, Udvarhely megyék szervezeteinek ügyvezető alelnöke. Elsőként szerkesztette Molitorisz Pállal együtt a háromnyelvű Gyógyszerészek Zsebnaptára első három évfolyamát (1921-23). A gyógyszertárak államosítása (1949) után a marosvásárhelyi CFR-patika létrehozásával bízták meg, amelyet nyugdíjazásáig (1969) vezetett. A Marosvásárhelyi Sport-Egyesület alapító tagja.

## Díjak, elismerések
Gyógyszerészeti tevékenységéért a Szegedi Orvostudományi Egyetem arany (1964), gyémánt (1974) és vas oklevelet (1979) adományozott számára.